# Nortmoor
Nortmoor est une commune allemande de l'arrondissement de Leer, Land de Basse-Saxe.

## Géographie
La Jümme traverse son territoire.
|      | Brinkum  | Holtland |
| Leer | Nortmoor | Filsum   |
|      |          | Detern   |

La commune se trouve sur la Bundesstraße 436, la Bundesautobahn 28 passe au nord. La gare sur la ligne d'Oldenbourg à Leer n'est plus desservie pour le transport de voyageurs.

## Histoire
Des fouilles archéologiques ont montré la présence d'habitants à la période préhistorique puis ont révélé plus de deux mille tessons de poterie et de verre de l'Empire romain.
Nortmoor date du Moyen Âge. La première mention date de 1411 dans un document décrivant l'héritage que laisse Focko Ukena (de). En 1436, un prêtre s'installe à l'église Saint-Georges.
En 1637, le village est fortement atteint par une épidémie de peste.